# Irv Rothenberg
Irwin Paul Rothenberg, detto Irv (Bronx, 31 dicembre 1921 – Delray Beach, 18 luglio 2009), è stato un cestista statunitense, professionista nella ABL e nella BAA.

## Carriera
Venne selezionato dai Washington Capitols nel Draft BAA 1947.

## Palmarès
- Campione ABL (1945)